# غيلبرت باركر
غيلبرت باركر (بالإنجليزية: Gilbert Barker)‏ هو جراح أسترالي، ولد في 30 يوليو 1882 في ساوث ملبورن في أستراليا، وتوفي في 6 سبتمبر 1952 في برث في أستراليا.

## وصلات خارجية
- غيلبرت باركر على موقع AustralianFootball.com (الإنجليزية)
- غيلبرت باركر على موقع AFLtables.com (الإنجليزية)